# 河俣神社
河俣神社（かわまたじんじゃ）は、奈良県橿原市にある神社である。式内社で、旧社格は村社。
鴨八重事代主神を祀る。

## 歴史
『出雲国造神賀詞』に皇室を守護する神として「事代主命の御魂を宇奈提の神奈備に坐せ」とあり、この「宇奈提（うなせ）」は「雲梯（うなて）」のことであるとして、延喜式神名帳に記載される式内大社「大和国高市郡 高市御縣坐鴨事代主神社」に比定されている（延喜式神名帳には「川俣神社三座」という社名が見えるが、これは近くの木葉神社に比定されている）。
『日本書紀』によれば、壬申の乱の際、高市郡大領高市縣主許梅に「高市社に居る事代主神」と「身狭社に居る生霊神」が神懸りし、「神日本磐余彦天皇の陵に、馬及び種々の兵器を奉れ」と言い、そうすれば大海人皇子（後の天武天皇）を守護すると神託した。大海人皇子の即位後、この霊験により、高市御縣坐鴨事代主神に、史上初となる神位が授けられている。万葉集にも当社のことを詠んだ歌がある。
住吉大社（大阪市住吉区）には畝火山口神社境内における埴取の神事があるが、その祭祀を行う者は当社で装束を整えることが恒例となっており、そのことから「装束の宮」と俗称される。